# ちびアニ劇場
ちびアニ劇場（ちびアニげきじょう）は、独立UHF放送局一部で放送のテレビアニメ枠。2007年10月からスタート。製作委員会参加局のtvkは2010年4月3日に放送終了（後番組はキッズ劇場!!）。すべて1話15分枠での放送だった。

## 内容作品
- まめうしくん（tvkでは2007年10月6日 - 2008年9月26日、他地域では2007年10月12日 - 2008年10月3日）
- わんころべえ（再放送、tvkでは2007年10月6日 - 12月22日、他地域では2007年10月12日 - 12月28日）
- 全力ウサギ（tvkでは2008年1月5日 - 12月27日・他地域では2008年1月11日 - 2009年1月2日）
- クプ〜!!まめゴマ!（tvkでは2009年1月10日 - 12月26日[1]・他地域では1月16日 - 2010年1月9日。）

※以上の作品はいずれもSOTSU（わんころべえを除く）、トムス・エンタテインメント制作

## 放送局とその日時
- tvk土曜8時30分 - 9時00分（制作委員会参加局、わんころべえを除く・再放送は金曜8時00分 - 8時30分（約3か月遅れ））
- テレ玉、サンテレビ金曜7時00分 - 7時30分
- チバテレビ金曜8時00分 - 8時30分
- 岐阜放送木曜19時00分 - 19時30分

## 過去の放送局
- 青森朝日放送 （2008年4月 - 2009年4月）